# Anthology of Interest I
«Anthology of Interest I» (укр. «Антологія інтересів. Частина І»), або «Tales of Interest» (укр. «Казки на всі смаки») — шістнадцята серія другого сезону анімаційного серіалу «Футурама», що вийшла в ефір у Північній Америці 21 травня 2000 року.

Автори сценарію: Ерік Роджерс, Кен Кілер, Девін Коен.

Режисери: Кріс Лауден, Річ Мур.
Ця серія, як і пізніша «Anthology of Interest II», складається з трьох «уявних» історій, що ріднить її з регулярними щорічними серіями «Treehouse of Horror» іншого серіалу авторства Мета Ґрейнінґа «Сімпсони».

## Сюжет

### Пролог
Професор Фарнсворт збирає команду «Міжпланетного експреса» для демонстрації свого нового винаходу: подовжувача для пальців під назвою «довготелес». Випробовуючи його, професор вмикає інший пристрій: машину «а-що-якби?», яка створює коротенькі фільми з гіпотетичним сценарієм у відповідь на питання «Що було б, якби… ?» Професор пропонує всім членам команди скористатися новинкою.

### Terror at 500 Feet
(укр. 500-футовий жах)
Першим Бендер питає в машини, що сталося б, якби він мав зріст 500 футів. Починається гіпотетична історія, в якій сотні звичайних роботів-згинальників будують велетенського Бендера на далекій планеті. Бендер досягає Землі й падає у став посеред Центрального парку, де зустрічає недавно розмороженого Фрая. Робот і Фрай швидко стають добрими друзями. Під час їхніх ігор Бендер руйнує майже весь Центральний парк, і проти нього висувається військо. 
Втім, земна армія безсила проти Бендера, натомість солдати вражають електричним струмом Фрая, який намагається захистити друга. Розлючений цим Бендер починає трощити місто з подвійною силою. Для боротьби з ним професор перетворює доктора Зойдберґа на такого самого велетня (за допомогою «променю збільшення»). Проте Зойдберґ, охоплений жагою помсти за своє життя, сповнене невдач, сам заходиться руйнувати місто, доки не стикається з Бендером, який вбачає в цьому зазіхання на «свою» територію. Між велетнями зав’язується жорстокий двобій, в якому Бендер зрештою перемагає, зіштовхнувши Зойдберґа у стадіон, наповнений окропом. 
Увагу впевненого в перемозі Бендера раптом відволікає Фрай. В цей момент з води вистрибує Зойдберґ, який перерізає клешнями ноги Бендера. Той, втративши рівновагу, падає, наштрикнувшись на Емпайр-Стейт-Білдінґ. Вбитий горем Фрай звинувачує в бендеровій трагедії жителів Нью-Йорка. Помираючи, Бендер повідомляє, що найбільше шкодує про неможливість здійснення своєї завітної мрії: повбивати всіх людей. На цьому сценарій завершується.

### Dial L for Leela
(укр. Натисніть Л, щоби викликати Лілу)
Професор пропонує  Лілі поставити своє питання машині «а-що-якби?» Ліла цікавиться, як би склалося її життя, якби вона була «трішки» більш імпульсивною.
Нова імпульсивна вдача Ліли спершу проявляється в тому, що вона демонструє друзям нові чоботи, придбані під дією імпульсу — єдине, що відрізняє їх від старих чобіт це зелена смужка. Згодом професор викликає Лілу до себе, щоби повідомити новину: він обрав її своєю спадкоємицею (саме через брак імпульсивності). Дізнавшись про це, Ліла без вагань зіштовхує професора у яму з мурахоїдами-людожерами. Коли Гермес з’ясовує участь Ліли у загибелі професора (завдяки відеозапису), Ліла примушує його замовкнути, розчленувавши його живцем і запхавши шматки тіла в каналізацію. Це виявляє Бендер, який шантажує Лілу, і та «імпульсивно» знищує його за допомогою мікрохвильової печі, зібравши з уламків невеличкий кар для пересування в приміщенні. Після цього Ліла дає собі обіцянку втримуватися від убивств, заспокоюючи себе жуванням ґумки. Побачивши Лілу на карі, Емі кепкує з неї, й оскільки в неї не знаходиться ґумки, Ліла вбиває її, сховавши тіло у високому кімнатному годиннику.
Доктор Зойдберґ, який береться рослідувати низку загадкових убивств, збирає рештки команди для обговорення. Тим часом як Зойдберґ аналізує свідчення, К'юберт, Сліпень і Жуйка намагаються вказати на Лілу, як винуватицю всіх смертей, але по черзі гинуть, заколоті одним мечем, для чого Ліла щоразу на мить вимикає світло. Зойдберґ виявляє труп Емі в годиннику з пасмом фіолетового волосся в руці, а також лист, написаний покійним Бендером, але Фрай, який знудився від цього всього, перериває його і йде геть дивитися телевізор. Ліла вбиває (і з’їдає) Зойдберґа. Наступного дня Фрай нарешті розуміє, хто винний в усіх убивствах, що змушує Лілу вдатися до дечого «по-справжньому імпульсивного»: переспати з Фраєм, щоби змусити його мовчати. Реплікою, яку Фрай вимовляє в темряві, («Мені це страшенно подобається!») завершується другий сценарій.

### Un-freeze of a Lifetime
(укр. Розморожування життя)
Фрай запитує в машини, що сталося б, якби його не було заморожено. 
Дія повертається у 31 грудня 1999 року. Фраю вдається уникнути падіння в кріогенну камеру, але внаслідок цього утворюється розрив у просторово-часовому континуумі, через який Фрай бачить команду «Міжпланетного експреса» в майбутньому. Наступного дня він розповідає про свою пригоду містерові Пануччі, чим привертає увагу відвідувача піцерії Стівена Хокінґа (відомого британського фізика), який влаштовує викрадення Фрая. У секретному пересувному штабі, замаскованому під звичайний шкільний автобус, Фрая знайомлять із командою, задачею якої є захист просторово-часового континууму: до неї, крім Стівена Хокінґа, входять тогочасний віце-президент США Ал Ґор, зірка серіалу «Зоряний Шлях» Нішель Ніколс, винахідник гри «Підземелля і дракони» Ґері Ґайґекс і шаховий комп’ютер Deep Blue.
Фрай пояснює, що сталося з ним у новорічну ніч у лабораторії. Команда віце-президента вирішує, що для відновлення послідовності подій Фрай мав би померти і намагається вбити його. В цей час просторово-часовий розрив з’являється знов, і Нішель Ніколс пропонує заморозити його у кріогенній камері. Ґері Ґайґекс дає Фраю булаву для захисту від п’яних роботів у майбутньому, але Фрай розбиває нею скло у камері, зробивши цим своє замороження неможливим. Внаслідок цього Всесвіт зазнає колапсу, втягнувшись у просторово-часову діру. Фрай разом із віце-президентською командою опиняється у невизначеному вимірі десь за межами Всесвіту. Наприкінці сюжету Ґері Ґайґекс пропонує присвятити наступний квадрильйон років грі «Підземелля і дракони», на що всі охоче погоджуються.

### Епілог
По закінченні сценарію, створеного машиною для Фрая, професор піддає їх нищівній критиці та кидає машину «а-що-якби?» до смітника. Натомість він пророкує «довготелесу» великий успіх, з чим його вітають усі члени команди. Після чого глядач бачить, що всі показані раніше події були лише гіпотетичним сценарієм, згенерованим машиною «а-що-якби?» у відповідь на питання професора «що сталося б, якби я винайшов довготелес?».

## Послідовність дії
- У коміксах «Футурама» професор усе ж таки винаходить «довготелес». Цей пристрій також з’являється в наступних серіях.
- В новелі «Розморожування життя» команда «Міжпланетного експреса» складається, крім інших, із Бендера і Ліли. Це видається малоймовірним, оскільки саме завдяки Фраю Бендер не покінчив життя самогубством, а Ліла покинула роботу в «Прикладній кріоніці», внаслідок чого вони опинилися в «Міжпланетному експресі».
- Не зважаючи на те, що клон професора К'юберт Фарсворт був створений виключно для того, щоби стати спадкоємцем і наступником професора, у сценарії, де спадкоємицею названо Лілу, він все одно наявний.

## Критика
Участь у серії Ала Ґора зазнала критики через те, що його роль в сюжеті «суперечила певним положенням виборчої програми Ґора, спрямованим проти насильства, куріння і на захист сімейних цінностей». Речник віце-президента відповів на це, що серіал має суто розважальну мету і не повинен бути сприйнятий буквально  [Архівовано 27 травня 2008 у Wayback Machine.].

## Пародії, алюзії, цікаві факти
- Сюжет історії про велетня-Бендера нагадує сюжет анімаційного фантастичного фільму «Залізний гігант», режисер якого — Брет Берд — неодноразово співпрацював з авторами «Футурами».
- Під час сцени битви з велетенським Бендером звучить пісня гурту Black Sabbath «Iron Man» (укр. Залізна людина).
- Двобій велетня-Бендера з велетнем-Зойдберґом є алюзією на численні японські фільми про Ґодзіллу.
- Репліка Фрая після загибелі Бендера — «Добраніч, любий принце» — є цитатою з трагедії Шекспіра «Гамлет» (належить Гораціо). Цей рядок також звучить після смерті Бендера у серії «Anthology of Interest II» (в українській озвучці замінена фразою «Спи спокійно, дорогий товаришу»).
- Назва новели «Натисніть Л, щоби викликати Лілу» пародіює назву фільму Альфреда Хічкока «У випадку вбивства набирайте «М»» (англ. «Dial M for Murder»).
- Капелюх, який вдягає доктор Зойдберґ, починаючи слідство, і люлька нагадують атрибути Шерлока Холмса

## Особливості українського перекладу
- Бендер питає в машини «а-що-якби?», що сталося б, якби він мав зріст 300 метрів. Насправді 500 футів відповідають 152,4 метрам.
- У репліці Бендера «I'm a big robot, and I need a big cereal» (укр. «Я великий робот і хочу великих пластівців»), яка пародіює телевізійну рекламу пластівців «Honeycomb», слово «cereal» було помилково інтерпретовано як «serial», отже в українській озвучці ця репліка звучить як «Я великий робот і хочу довгий серіал».
- Дізнавшись про загибель професора, Гермес вигукує (у своїй звичній римованій манері): «Гігантська мурахоїда на святого діда!»
- З діалогу Бендера і Ліли:

Ліла: Це шантаж?

Бендер: Мені більше подобається слово «здирство». «Дир» — це звучить гордо!

- З діалогу Фрая і членів «Міжпланетного експреса» у новелі «Розморожування життя»:

Фрай: Серед вас є Головач Лєна?

Зойдберґ: Як піца для неї, тоді я чия завгодно голова.

- Сидячи за пультом керування, Нішель Ніколс повідомляє: «На нас вийшла канадська оптова компанія».
- Гра «Підземелля і дракони» в українському перекладі була замінена на кості, отже решта жартів, пов’язаних з грою втратили сенс.